# Ортвін Гензеллек
Ортвін Гензеллек (нім. Ortwin Hensellek; 16 червня 1911, Заальфельд — травень 1945) — німецький офіцер-підводник, оберлейтенант-цур-зее резерву крігсмаріне.

## Біографія
1 червня 1938 року вступив на флот. Після проходження навчання 28 серпня 1938 року звільнений у відставку. З 26 вересня 1939 року — штурман при загороджувальному посту на Ельбі. З 5 квітня по 25 травня 1940 року пройшов курс кандидата в офіцери резерву. З 26 травня 1940 року — вахтовий офіцер і командир корабля 20-ї флотилії форпостенботів (Шербур-Роттердам). З 20 лютого 1942 року — командир човна 22-ї флотилії мінних тральщиків (Куксгафен-Тромсе).
З 8 червня по 28 жовтня 1942 року пройшов курс підводника. З 29 жовтня 1942 року — вахтовий офіцер на підводному човні U-460, на якому взяв участь у трьох походах, під час яких були передіна припаси загалом на 40 підводних човнів. 8-15 липня 1943 року пройшов курс кермування, з 16 липня по 30 серпня — курс командира човна, з 31 серпня по 1 листопада — командирську практику на UD-4.
22 листопада 1943 року направлений на будівництво U-298. З 1 грудня 1943 року — командир U-298. 21 грудня 1943 року його човен зіткнувся з U-297. Гензеллек на той момент перебував у стані сильного алкогольного сп'яніння. Наступного дня він був призначений в 5-ту флотилію (Кіль), де очікував суду. 24 лютого 1944 року він був засуджений до 3 місяців ув'язнення за військову непокору. Вирок було затверджено 19 травня 1944 року. З 21 червня по 1 серпня 1944 року відбував покарання у в'язниці Грауденца.
З серпня 1944 року — офіцер-писар у 8-й флотилії (Данциг) і 2-му морському дивізіоні зв'язку (Готенгафен). Пізніше служив піхотинцем в 465-му танково-гренадерському запасному навчальному дивізіоні. В травні 1945 року зник безвісти на Східному фронті.

## Звання
- Рекрут (1 червня 1938)
- Зондерфюрер-штурман (1 листопада 1939)
- Боцманмат резерву (1 червня 1940)
- Штурман резерву (1 вересня 1940)
- Лейтенант-цур-зее резерву (1 листопада 1941)
- Оберлейтенант-цур-зее резерву (1 квітня 1943)

## Нагороди
- Залізний хрест
  - 2-го класу (1940)
  - 1-го класу (17 жовтня 1941)
- Нагрудний знак мінних тральщиків
- Нагрудний знак підводника (6 травня 1943)
- Фронтова планка підводника в бронзі (4 жовтня 1944)